# Välkomma

Välkomma tillverkad av Georg Schwanhart d.ä. i Nürnberg 1647 cirka. Inskription "WILKOMM IHR HERREN"

En välkomma eller välkomst är en större bägare eller pokal, som man förr vid festliga tillfällen drack hälsnings- eller välkomstskålen ur. Dessa stora dryckeskärl förekom särskilt hos hantverksämbeten under skråtiden, och varje skrå hade då sin egen välkomma.  Vid upptagningen av nya medlemmar i sällskapet/ämbetet skulle den nye brodern dricka alla bröders skål varpå åltgesällen/åldermannen svarade med en skål för den nyantagne.
Välkommor är oftast gjorda i silver eller tenn. På locket finns vanligen en symbolisk figur.

## Galleri

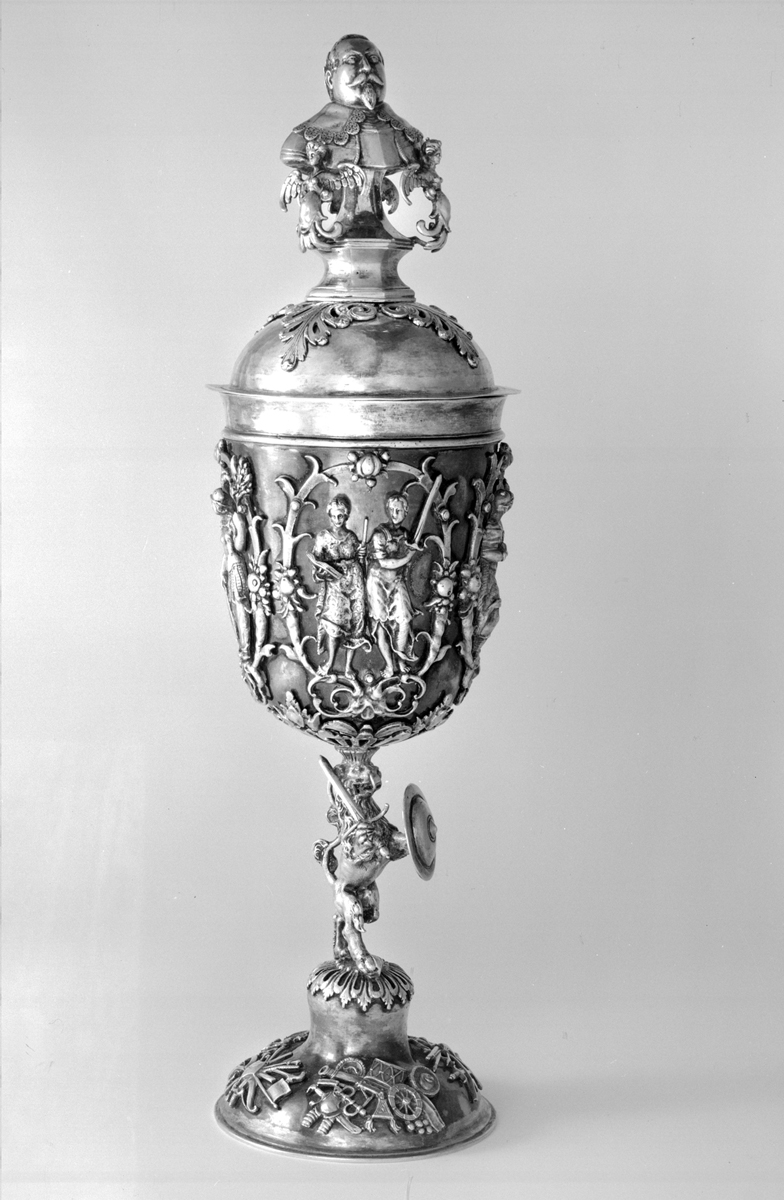
Välkomma av silver för Stockholms snickarämbete, 1600-tal.
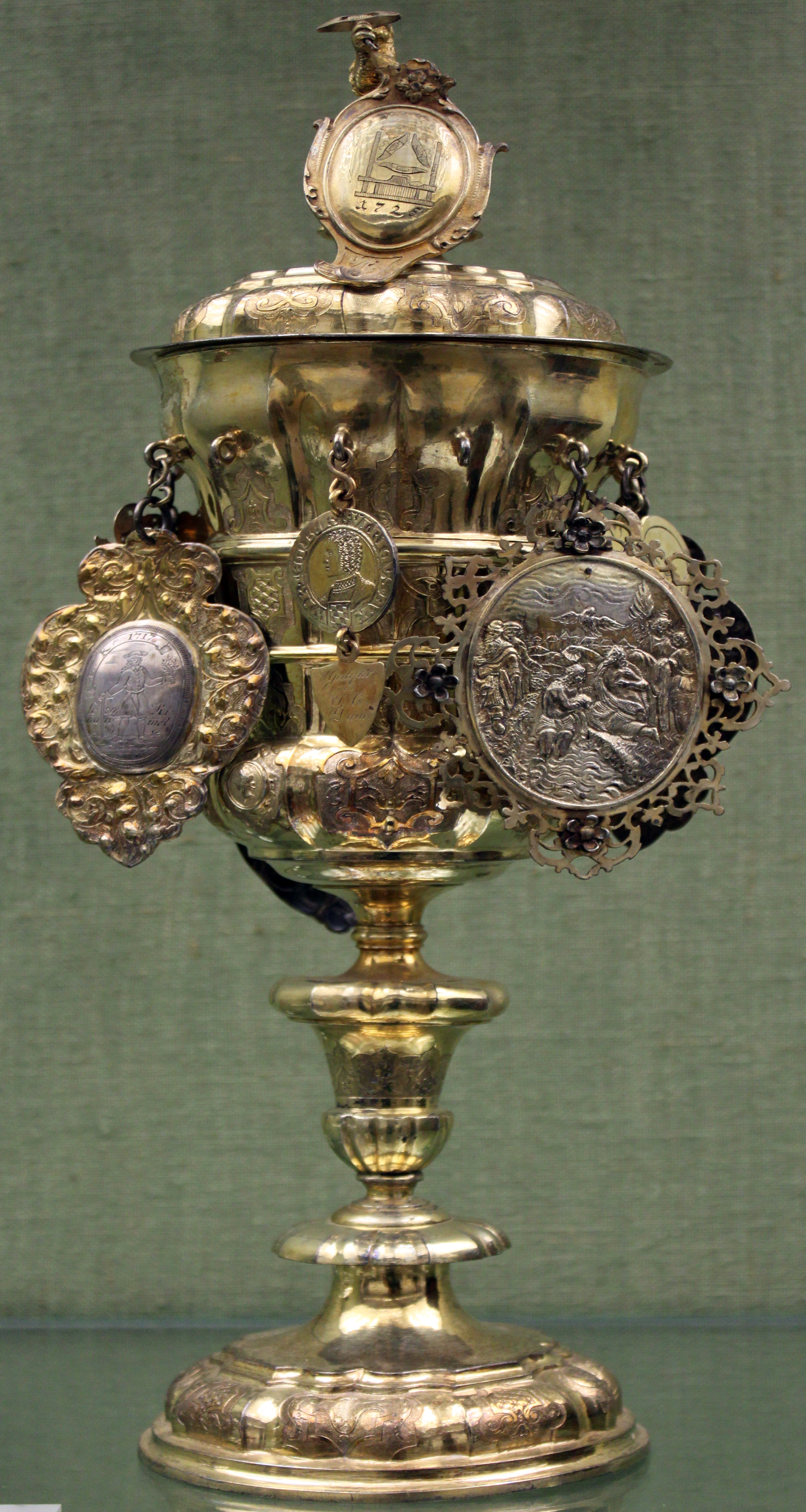
Välkomma för vävarna i Nürnberg, 1700-tal.
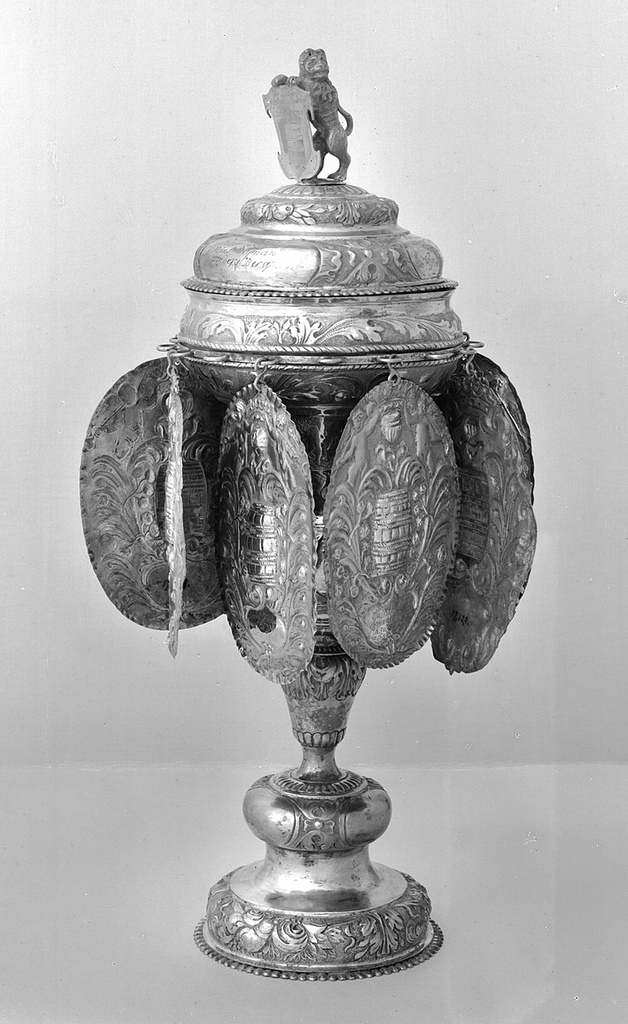
Välkomma för Tunnbindargesällskapet 1700-tal.
Bagaresällskapets i Stockholm välkomma, 1700-tal.